# يوسوكي تاكيدا
يوسوكي تاكيدا (باليابانية: 武田 有祐) (20 يوليو 1991 في شيغا في اليابان – )؛ هو لاعب كرة قدم ياباني سابق كان يلعب كمدافع.

## وصلات خارجية
- يوسوكي تاكيدا على موقع رابطة كرة القدم اليابانية للمحترفين (اليابانية)
- يوسوكي تاكيدا على موقع قاعدة بيانات كرة القدم.إي يو (الإنجليزية)
- يوسوكي تاكيدا على موقع Soccerway.com (الإنجليزية)
- يوسوكي تاكيدا على موقع عالم كرة القدم.نت (الإنجليزية)